# Hrabstwo Washington (Nowy Jork)
Washington – hrabstwo (ang. county) w stanie  Nowy Jork w USA. Populacja wynosi 61 042 mieszkańców (stan według spisu z 2000 r.).
Powierzchnia hrabstwa wynosi 2191 km². Gęstość zaludnienia wynosi 28 osób/km².

## Miasta
- Argyle
- Cambridge
- Dresden
- Easton
- Fort Ann
- Fort Edward
- Granville
- Greenwich
- Hampton
- Hartford
- Hebron
- Jackson
- Kingsbury
- Putnam
- Salem
- White Creek
- Whitehall

## Wsie
- Argyle
- Cambridge
- Fort Ann
- Fort Edward
- Granville
- Greenwich
- Hudson Falls
- Salem
- Whitehall